# Реденс Станіслав Францевич
Станісла́в Фра́нцович Ре́денс  (17 травня 1892, Мінськ-Мазовецький Ломжинської губернії, нині Польща — розстріляний 12 лютого 1940, Москва) — більшовицький діяч в Україні, чекіст. Один з організаторів Голодомору та діячів Великого терору. Член Центральної контрольної комісії ВКП(б) у грудні 1927 — січні 1934 років. Член Центральної ревізійної комісії ВКП(б) у лютому 1934 — листопаді 1938 років. Член ЦК КП(б)У в січні 1932 — січні 1934 років. Кандидат у члени Політичного бюро ЦК КП(б)У в січні 1932 — червні 1933 років. Депутат Верховної Ради СРСР 1-го скликання.

## Життєпис
Народився в родині шевця. Батько помер, коли хлопчику минув рік; Станіслава виховував дядько. Поляк (батько — німець) за походженням.
Дитинство провів у селищі Кам'янське Катеринославської губернії. У 1902—1907 роках — учень училища при Дніпровському металургійному заводі Катеринославської губернії. У 1907—1914 роках — хлопчик-розсильний, монтер-намотувальник на Дніпровському металургійному заводі Катеринославської губернії.
Член РСДРП(б) з 1914 року.
У вересні 1914 — 1915 роках — рядовий 6-го запасного саперного батальйону російської армії, демобілізований через хворобу.
З вересня 1915 року — електромонтер на Дніпровському металургійному заводі, робітник на Катеринославському трубному заводі, робітник Брянського заводу міста Катеринослава.
З березня 1917 року — член Катеринославської гарнізонної ради, червоногвардієць. У 1917 році — секретар Кам'янського комітету РСДРП(б); секретар Союзу металістів Дніпровського металургійного заводу; брав участь у боях з військами Центральної Ради.
У 1917—1918 роках — секретар Польської групи Соціал-демократичної партії Литви і Польщі; направлений ЦК КП(б)У з коштовностями в Москву. У 1918 році працював на Московському заводі «Проводник».
З 1918 року працював у ВНК (ВЧК) РРФСР: у 1918 році — слідчий, у 1918 — квітні 1919 років — секретар президії ВЧК; один із найближчих соратників, секретар голови Всеросійської надзвичайної комісії і голови Московської ЧК Фелікса Дзержинського.
У квітні — серпні 1919 року — завідувач юридичного відділу, завідувач слідчого відділу Одеської губернської ЧК. З серпня 1919 року — член колегії, заступник начальника відділу Київської губернської ЧК.
У лютому — липні 1920 року — голова Одеської губернської ЧК. 12 серпня — 20 грудня 1920 року — голова Харківської губернської ЧК. У грудні 1920 — липні 1921 року — голова Кримської губернської ЧК.
У 1921 році — член колегії Всеукраїнської Надзвичайної комісії (ВУЧК).
12 липня — 5 вересня 1921 року — заступник начальника Адміністративно-організаційного управління ВЧК. 5 вересня 1921 — 11 вересня 1922 року — начальник Адміністративно-організаційного управління Державного політичного управління (ДПУ) РРФСР.
11 вересня 1922 — 25 квітня 1923 року — начальник Кримського обласного відділу ДПУ. 25 квітня 1923 — 9 червня 1924 року — начальник ДПУ Кримської АРСР. Одночасно 5 травня — 9 червня 1924 року — начальник Особливого відділу Чорноморського флоту.
У червні 1924 — 1926 року — помічник голови Вищої ради народного господарства (ВРНГ) СРСР Фелікса Дзержинського і секретар Президії ВРНГ СРСР.
У 1926—1928 роках — секретар колегії Народного комісаріату Робітничо-селянської інспекції (РСІ) СРСР — ЦКК ВКП(б), керуючий справами Народного комісаріату Робітничо-селянської інспекції (РСІ) СРСР.
10 листопада 1928 — травень 1931 року — повноважний представник ОДПУ по Закавказькій СФРР, голова Закавказького ДПУ.
17 травня — 25 липня 1931 року — голова ДПУ Білоруської СРР, повноважний представник ОДПУ по Білоруському військовому округу.
25 липня 1931 — 20 лютого 1933 року — голова ДПУ Української СРР, повноважний представник ОДПУ по УСРР.
Реденс — один з організаторів і безпосередній виконавець масових репресій проти учасників національно-визвольних змагань 1917—1921 років, політичного терору проти лідерів націонал-комунізму та духівництва УАПЦ. Реденс як слухняне знаряддя в руках більшовицької партії відповідав за розкуркулення та організацію штучного голоду в Україні в 1932—1933 роках.
20 лютого 1933 — 10 липня 1934 року — повноважний представник ОДПУ по Московській області.
15 липня 1934 — 20 січня 1938 року — начальник Управління НКВС по Московській області.
20 січня — 22 листопада 1938 року — народний комісар внутрішніх справ Казахської РСР.
22 листопада 1938 року заарештований органами НКВС. Засуджений ВКВС СРСР 21 січня 1940 року до найвищої міри покарання. Розстріляний.
16 листопада 1961 року визначенням ВКВС СССР вирок скасований і справу припинено за відсутністю складу злочину. Реабілітований.

## Звання
- комісар державної безпеки 1-го рангу (26.11.1935)

## Нагороди
- орден Леніна (11.07.1937)
- орден Червоного Прапора (20.11.1925)
- орден Трудового Червоного Прапора Української СРР (23.12.1927)
- орден Трудового Червоного Прапора Закавказької СФРР (7.03.1932)
- медаль «ХХ років РСЧА» (22.02.1938)
- знак «Почесний працівник ВЧК—ГПУ(V)» (1924)
- знак «Почесний працівник ВЧК—ГПУ(XV)» (20.12.1932)